# Асьєр Ільярраменді
Асьєр Ільярраменді Андонегі (ісп. Asier Illarramendi Andonegi), нар. 8 березня 1990, Мутріку, Країна Басків) — іспанський футболіст, опорний півзахисник іспанського клубу «Реал Сосьєдад».

## Біографія
Вихованець «Реал Сосьєдаду». З 2008 по 2011 рік виступав за «Реал Сосьєдад Б», а за першу команду дебютував наприкінці сезону 2009/10. Його дебют відбувся 19 червня 2010 року в матчі проти «Ельче». 23 січня 2011 року Асьєр дебютував в Прімері у матчі проти «Вільярреала». Сезон 2010/11 він провів, переважно виступаючи за клубний дубль. З сезону 2011/12 Асьєр регулярно став виступати за першу команду «Реал Сосьєдаду».
12 липня 2013 року Ільярраменді підписав шестирічний контракт з іспанським грандом «Реал Мадрид», котрий заплатив за нього 38,9 мільйонів євро, що стало найбільшою платою, яку «Реал Сосьєдад» коли-небудь отримував за проданого гравця і найбільшою платою, що «Реал Мадрид» коли-небудь платив за іспанського футболіста. До цього найдорожчими було Хаві Алонсо та Іско, які коштували 30 млн євро. За два сезони провів у складі вершкових 90 матчів, виграв з командою Кубок Іспанії, Лігу чемпіонів УЄФА, Суперкубок УЄФА та Клубний чемпіонату світу, проте після звільнення тренера «Реала» Карло Анчелотті, виявився непотрібним його наступнику Рафаелю Бенітесу.
26 серпня 2015 Асьер повернувся з мадридського клубу назад в «Реал Сосьєдад», сума трансферу склала 15 млн євро.

## Кар'єра в збірній
Асьєр виступав за різні юнацькі та молодіжні збірні Іспанії. У складі юнацької збірної Іспанії до 17 років він вигравав срібні медалі чемпіонату світу до 17 років, а у складі іспанської «молодіжки» виграв молодіжний чемпіонат Європи 2013 року. 

## Досягнення
«Реал Мадрид»
- Володар кубка Іспанії: 2013—14
- Переможець Ліги чемпіонів УЄФА: 2013—14
- Володар Суперкубка УЄФА: 2014
- Переможець Клубного чемпіонату світу: 2014

«Реал Сосьєдад»
- Володар Кубка Іспанії: 2019—20

Молодіжна збірна Іспанії
- Молодіжний чемпіонат Європи з футболу: 2013